# ボーダー 二つの世界
『ボーダー 二つの世界』（ボーダー ふたつのせかい、Gräns）は2018年のスウェーデンのファンタジー映画。監督はアリ・アッバシ、出演はエヴァ・メランデルとエーロ・ミロノフなど。ヨン・アイヴィデ・リンドクヴィストのアンソロジー集『Pappersväggar (Paper Walls)』に収録されている同名の短編を基にアッバシ、イサベラ・エクルーフ、リンドクヴィストが脚本を執筆した。第71回カンヌ国際映画祭ではある視点賞を獲得した。第91回アカデミー賞外国語映画賞にスウェーデン代表作として出品されたものの落選したが、一方でメイクアップ&ヘアスタイリング賞にノミネートされた。

## ストーリー
北欧で国境フェリー税関職員として働くティーナは生まれつきの特殊な嗅覚で犯罪者の罪悪感を嗅ぎ分け、密輸犯や違法ポルノ所持者を検挙して評価は高かった。小さな持ち家に犬のブリーダーであるローランドと住んでいるが夫婦関係は体質的に持てず、ティーナは自分の醜い容姿や他人と違う性質のせいで孤独感に悩んでいた。
ある日、税関で怪しい旅行者ヴォーレが足止めされた。検査では何も出なかったが、男性の姿のヴォーレの生殖器は女性のものだった。ティーナは、自分と似た容姿のヴォーレと接触し、自宅の離れに泊めて親しく接するようになる。ヴォーレは、自分たちは人間ではなくトロルという種族だとティーナに告げた。
ローランドを自宅から追い出し、ヴォーレとの夫婦生活を謳歌するティーナ。そんなある日、ティーナは離れの冷蔵庫で赤ん坊を発見した。それはヴォーレが定期的に産む未受精卵の「ヒイシット」で、土くれのように意識はなく、すぐに死ぬ子供だった。ティーナと違い両親が人間に拷問された記憶を持つヴォーレは、人間を憎み、自分のヒイシットを人間の赤ん坊と置き換える「取り替え子」を行い、さらった人間の赤ん坊を児童ポルノ業者に売っていたのだ。
人間としての倫理観からヴォーレの逮捕に協力するティーナ。手錠をはめられたヴォーレは船から飛び降り、海中に姿を消した。やがて、ティーナの元に届く大きな木箱。その中にはヴォーレが産んだティーナとの元気な赤ん坊のトロルが入っていた。

## キャスト
- ティーナ: エヴァ・メランデル（英語版）
- ヴォーレ: エーロ・ミロノフ（英語版）
- ティーナの父親: ステーン・ユングレン（英語版）
- ローランド: ヨルゲン・トーソン（スウェーデン語版）
- ウルフ: ヴィクトル・オケルブロム（英語版）
- テレース: ラーケル・ワームランダー（英語版）
- アニエッタ: アン・ペトレン（英語版）
- ダニエル: キェル・ウィルヘルムセン（スウェーデン語版）
- トーマス: マッティ・ブーステット（スウェーデン語版）

## 作品の評価

### 映画批評家によるレビュー
Rotten Tomatoesによれば、批評家の一致した見解は「スリリングで、予測不能、そして見事な演技で、『ボーダー 二つの世界』は何か違うものを探している同ジャンルのファンに特別なご褒美を提供している。」であり、127件の評論のうち高評価は97%にあたる123件で、平均点は10点満点中7.90点となっている。
Metacriticによれば、25件の評論のうち、高評価は23件、賛否混在は2件、低評価はなく、平均点は100点満点中75点となっている。

### 受賞歴
| 賞                     | 授賞式        | 部門                            | 候補                                                                     | 結果       | 参照              |
| ---------------------- | ------------- | ------------------------------- | ------------------------------------------------------------------------ | ---------- | ----------------- |
| アカデミー賞           | 2019年2月24日 | メイクアップ&ヘアスタイリング賞 | ゴーラン・ルンドストローム、パメラ・ゴールドアンマー                     | ノミネート | [ 4 ]             |
| カンヌ国際映画祭       | 2018年5月19日 | ある視点賞                      | アリ・アッバシ                                                           | 受賞       | [ 2 ]             |
| ゴールデン・ビートル賞 | 2019年1月28日 | 作品賞                          | ニーナ・ビスガード、ピオドール・グスタフソン、ペトラ・ヨンソン           | 受賞       | [ 7 ] [ 8 ] [ 9 ] |
| ゴールデン・ビートル賞 | 2019年1月28日 | 監督賞                          | アリ・アッバシ                                                           | ノミネート | [ 7 ] [ 8 ] [ 9 ] |
| ゴールデン・ビートル賞 | 2019年1月28日 | 主演女優賞                      | エヴァ・メランデル                                                       | 受賞       | [ 7 ] [ 8 ] [ 9 ] |
| ゴールデン・ビートル賞 | 2019年1月28日 | 助演男優賞                      | エーロ・ミロノフ                                                         | 受賞       | [ 7 ] [ 8 ] [ 9 ] |
| ゴールデン・ビートル賞 | 2019年1月28日 | 脚本賞                          | アリ・アッバシ、イサベラ・エクルーフ、ヨン・アイヴィデ・リンドクヴィスト | ノミネート | [ 7 ] [ 8 ] [ 9 ] |
| ゴールデン・ビートル賞 | 2019年1月28日 | 編集賞                          | オリヴィア・ニーアガート＝ホルム、アンダース・スコウ                     | ノミネート | [ 7 ] [ 8 ] [ 9 ] |
| ゴールデン・ビートル賞 | 2019年1月28日 | 音響編集賞                      | クリスチャン・ホルム                                                     | 受賞       | [ 7 ] [ 8 ] [ 9 ] |
| ゴールデン・ビートル賞 | 2019年1月28日 | メイクアップ&ヘア賞             | ゴーラン・ルンドストローム、パメラ・ゴールドアンマー、エリカ・スペツィグ | 受賞       | [ 7 ] [ 8 ] [ 9 ] |
| ゴールデン・ビートル賞 | 2019年1月28日 | 視覚効果賞                      | ピーター・ヨルト                                                         | 受賞       | [ 7 ] [ 8 ] [ 9 ] |